# Oberjettenberg
Oberjettenberg ist ein Gemeindeteil der Gemeinde Schneizlreuth im oberbayerischen Landkreis Berchtesgadener Land.

## Geographie
Der Weiler liegt an der B 305, die ein Teil der deutschen Alpenstraße ist. Zur Volkszählung am 25. Mai 1987 hatte der Ort 18 Einwohner in 4 Gebäuden mit Wohnraum bzw. 8 Wohnungen.
Oberjettenberg gehörte zur Gemeinde Jettenberg, bis diese am 1. Juli 1909 zusammen mit der damaligen Gemeinde Ristfeucht zur neuen Gemeinde Schneizlreuth zusammengeschlossen wurde.
Im Ort befindet sich die Wehrtechnische Dienststelle für Schutz- und Sondertechnik (WTD 52) der Bundeswehr mit ihrer Seilbahn der WTD 52.
Weiters wird in Oberjettenberg im Dolomitwerk Jettenberg Ramsaudolomit abgebaut. Der Abbau wurde 1953 begonnen und erfolgte anfangs noch per Hand.
Südlich von Oberjettenberg, entlang des Aschauer Baches und entlang der nordwestlich und südöstlich verlaufenden Staatsgrenze zu Österreich, erstreckt sich das Naturschutzgebiet Aschau.